# Fédération kosovare d'athlétisme
La Fédération kosovare d'athlétisme (FAK, en albanais : Federata e Atletikës së Kosovës; en serbe : Атлетски савез Косова / Atletski savez Kosova) est la fédération nationale d'athlétisme créée après l'indépendance du Kosovo, membre de l'Association européenne d'athlétisme. Reconnue par l'IAAF et l'AEA en 2015, elle est fondée à Pristina.